# 宇田川準一
宇田川 準一（うだがわ じゅんいち、1848年10月5日（嘉永元年9月9日） - 1913年（大正2年）3月8日）は、江戸時代末期の洋学者、明治時代の理化学教育者及び理化学教科書の翻訳・編集者、陸軍技師（測量）。旧名は宇田川榕之介・宇田川榕精。従七位勲七等。恒藤規隆（農学博士・ラサ島燐礦会社社長）は義兄。

## 経歴
江戸詰の美作国津山藩医宇田川興斎（宇田川榕菴の養嗣子）の長男として生まれる。1861年（文久元年）に蘭方医坪井信良に師事し、医学・蘭学を修業。1868年（明治元年）より津山藩学教授を務めた。1869年（明治2年）神戸へ赴き、神戸洋学校で箕作麟祥に学び、同年江戸に帰る師に従い、神田神保町の麟祥の塾に入門。まもなく、大阪理学校（大坂開成所分局に改編、1872年廃止）に入り、お雇い外国人リッテル担当の理化学講座を専攻（高峰譲吉と同窓）した。
卒業後、1873年（明治6年）6月、元津山藩士児玉武寛（のち司法省属）とともに東京の飯田町に私塾九段学舎（英学・数学）を開塾、同年12月には小学教則・教科書の選定編纂事業も担った東京師範学校に雇われた。1874年（明治7年）1月に正式に文部省十等出仕となり、4月から東京師範学校四等教諭に任じられた（1876年4月より三等教諭）。1877年（明治10年）8月から職制変更に伴い訓導となり、翌年6月より器械室幹事も兼務したが、病を得て1879年（明治12年）3月に辞職。1881年（明治14年）7月に家督を相続。1882年（明治15年）に群馬県師範学校三等教諭を嘱せられたが、1885年（明治18年）12月、正式に中学校師範学校教員免許状（物理）を取得後に退職。
1887年（明治20年）5月、父興斎が死去。同年10月、陸軍省採用試験に合格し、参謀本部測量局地図課に六等技手として配属。1889年（明治22年）4月には前年独立した陸地測量部付の陸地測量手（判任官六等・製図科配属）に任じられた。1908年（明治41年）の退職時は参謀本部随地測量部付三等測量手。
1895年（明治28年）12月には、早世した実弟宇田川三郎（外務省属）の子・鳳一郎を養嗣子とした。1910年（明治43年）11月、宮内省より故宇田川玄随に正四位、故宇田川玄真に従四位の位階・位記が贈られたことから、翌年1月、墓所であった浅草田島町誓願寺の長安院にて、準一が祭主として贈位報告祭を執行。
晩年は妻の兄・恒藤規隆の縁故によりラサ島燐礦会社（現ラサ工業）重役に就任した。
1913年（大正2年）3月没。享年66（数え）。墓所は雑司ヶ谷霊園。

## 翻訳・編集・校正
- 『脱影竒観和解 陽影之部』徳貞（John Dudgeon）著・宇田川準一訳、自筆（書写年不明）
- 『化学要語集』宇田川準一編、自筆（書写年不明）
- 『地学初歩和解』固児涅爾（Sophia S. Cornell）原撰・宇田川榕精訳、風雲堂、1867年（改題『万国地学和解』1868年）
- 『化学便蒙』宇田川榕精訳、自筆、1868年
- 『化学摘要』宇田川準一訳、自筆、1870年
- 『格物入門和解 化学之部』全4巻、丁韙良（W. A. P. Martin）著・宇田川訳、1874年（北門社によるシリーズ出版）
- 『物理全志』全10巻、宇田川訳・市川盛三郎校閲、煙雨楼、1875年
- 『物理全志字引』橋爪貫一編・宇田川校正、青山堂、1876年
- 『元素化合量一覧表』宇田川編、1878年宇田川榕精詩稿（早稲田大学図書館蔵）
- 『改正物理全志』宇田川訳・平岡（市川）盛三郎校閲、煙雨楼、1879年宇田川準一日記（早稲田大学図書館蔵）
- 『物理全志図』宇田川訳・平岡（市川）盛三郎校閲、煙雨楼、1879年
- 『小学口授 物理談』宇田川編・大槻修二校正、柳原喜兵衛他、1880年
- 『小学生理訓蒙 附養生法』上下巻、宇田川編述、同盟舎、1881年
- 『物理初階』上下巻、宇田川抄訳、青海堂、1881年
- 『物理小学』宇田川抄訳、青海堂、1881年
- 『改正物理小誌』上中下巻、宇田川編訳、石川治兵衛、1881年
- 『化学階梯』全4巻、ロスコー著・宇田川訳、東京書林、1881年
- 『理化小試 附器械・薬品』クーレー著・直村典訳・宇田川校正、文部省、1882年
- 『小学物理問答』上中下巻、宇田川編訳、文学社、1882年
- 『小学読本』全5巻、宇田川訳、小笠原東陽校正、文学社、1882年
- 『改正物理小誌字引』宇田川校閲、文学社、1883年
- 『新撰小学経済論』上下巻、宇田川・久米井隆吉編訳、文学社、1883年
- 『物理小誌付録 簡易試験法』宇田川編、文学社、1884年
- 『物理学』宇田川訳、煙雨楼・青海堂、1888年

## 栄典
位階
- 1907年（明治40年）2月20日 - 従七位[11]

勲章等
- 1895年（明治28年）11月18日 - 明治二十七八年従軍記章（日清戦争）[12]
- 1895年（明治28年）12月7日 - 勲八等瑞宝章（明治二十七八年戦役ノ功）[13]
- 1902年（明治35年）5月10日 - 明治三十三年従軍記章（北清事変）[14]
- 1902年（明治35年）12月27日 - 勲七等瑞宝章[15]
- 1906年（明治39年）4月1日 - 青色桐葉章（明治三十七八年戦役ノ功）及び明治三十七八年従軍記章（日露戦争）[16]

## 関連文献
- 板倉聖宣『かわりだねの科学者たち』仮説社、1987年
- 佐藤光「陸軍参謀本部地図課・測量課の事蹟6 参謀局の設置から陸地測量部の発足まで」『地図』31巻2号、日本地図学会、1993年、 28-46頁
- 金子宏二「宇田川家蔵版物と権利意識について:「地学初歩和解」重板一件にふれて」『早稲田大学図書館紀要 / 早稲田大学図書館紀要編集委員会 編』第41号、早稲田大学図書館、1995年、237-254頁、ISSN 0289-2502、国立国会図書館書誌ID:3305602。
- 岡本正志「日本における物理教育の創始者たち ―物理教育の形成期を探る―」『大学の物理教育』第2003.1巻、日本物理学会、2003年3月、6-10頁、CRID 1390845712967940096、doi:10.11316/peu.2003.1.0_6、ISSN 1340993X。
- 田中啓介、植松英穂「28aYL-1 片山淳吉と宇田川準一 : 熱学的自然観の比較(28aYL 物理学史,領域13(物理教育,物理学史,環境物理))」『日本物理学会講演概要集』第64.1.2巻、日本物理学会、2009年、407頁、CRID 1390001205964728064、doi:10.11316/jpsgaiyo.64.1.2.0_407_4、ISSN 2189-0803。
- 三好正史「犬も歩けば～その7～」『近代日本の創造史』第12巻、近代日本の創造史懇話会、2011年、29-34頁、CRID 1390001205289250176、doi:10.11349/rcmcjs.12.29、ISSN 18822134。